# Lepiota pilodes
Lepiota pilodes är en svampart som tillhör divisionen basidiesvampar, och som beskrevs av Else C. Vellinga och Huijser. Lepiota pilodes ingår i släktet Lepiota, och familjen Agaricaceae. Arten har ej påträffats i Sverige.